# Christian Dalger
Christian Dalger (Nîmes, 1949. december 19. – 2023. július 1.) válogatott francia labdarúgó, csatár, edző.

## Pályafutása

### Klubcsapatban
1961-ben a CS Cheminots Nîmes csapatában kezdte a labdarúgást. 1962-ben igazolta le az SC Toulon korosztályos csapata, ahol 1966-ban mutatkozott be az első csapatban. 1971-ig volt a másodosztályú Toulon játékosa. 1971 novemberében szerződött az élvonalbeli AS Monaco együtteséhez, ahol egy-egy bajnoki címet és francia kupa-győzelmet ért el a csapattal. 1982-ben visszatért a Toulonhoz. Az első idényben a harmadosztályban szerepelt a klubbal, de sikerült feljutniuk a másodosztályba, ahol két idény után az élvonalbeli feljutást is kiharcolta a csapattal. Utoljára az 1983–84-es élvonalbeli idényben szerepelt a csapatban, majd visszavonult az aktív labdarúgástól.

### A válogatottban
1974 és 1978 között hat alkalommal szerepelt a francia válogatottban és két gólt szerzett. Részt vett az 1978-as világbajnokságon Argentínában.

### Edzőként
Az 1985–86-os idényben volt klubja, az SC Toulon vezetőedzője volt. 1986 és 1988 között az FC Grenoble szakmai munkáját irányította. 1990 és 1997 között az ES Vitrolles, 1997-ben az EP Manosque csapatainál dolgozott. 1997–98-ban ismét a Toulonnál tevékenykedett. 2002–03-ban a mali válogatott szövetségi kapitánya volt. 2005 és 2013 között három időszakban volt az US Marignane edzője. 2009-ben az algériai RC Kouba csapatánál dolgozott.

## Sikerei, díjai
AS Monaco
- Francia bajnokság (Ligue 1)
  - bajnok: 1977–78
- Francia kupa (Coupe de France)
  - győztes: 1980
  - döntős: 1974

## Statisztika

### Mérkőzései a francia válogatottban
| Franciaország | Franciaország      | Franciaország                            | Franciaország | Franciaország | Franciaország | Franciaország | Franciaország | Franciaország |
| #             | Dátum              | Helyszín                                 | Hazai         | Eredmény      | Vendég        | Kiírás        | Gólok         | Esemény       |
| ------------- | ------------------ | ---------------------------------------- | ------------- | ------------- | ------------- | ------------- | ------------- | ------------- |
| 1.            | 1974. március 23.  | Párizs, Parc des Princes                 | Franciaország | 1 – 0         | Románia       | barátságos    | -             | 57'           |
| 2.            | 1977. október 8.   | Párizs, Parc des Princes                 | Franciaország | 0 – 0         | Szovjetunió   | barátságos    | -             | 65'           |
| 3.            | 1977. november 16. | Párizs, Parc des Princes                 | Franciaország | 3 – 1         | Bulgária      | vb-selejtező  | 1             | 70' 90'       |
| 4.            | 1978. február 8.   | Nápoly, San Paolo Stadion                | Olaszország   | 2 – 2         | Franciaország | barátságos    | -             |               |
| 5.            | 1978. május 19.    | Villeneuve-d’Ascq, Stade du Nord         | Franciaország | 2 – 0         | Tunézia       | barátságos    | 1             | 74'           |
| 6.            | 1978. június 2.    | Mar del Plata, Estadio Mundialista (ARG) | Franciaország | 1 – 2         | Olaszország   | vb-csoportkör | -             |               |
|               | Összesen           |                                          |               | 6             | mérkőzés      |               | 2             | gól           |